# Steve Forrest (ator)
Steve Forrest (Huntsville, 29 de setembro de 1925 – Thousand Oaks, 18 de maio de 2013) foi um ator norte-americano. 
Nascido William Forrest Andrews, teve como irmão o também ator Dana Andrews. Em 1950 graduou-se em Artes Cênicas pela Universidade da Califórnia em Los Angeles.
Tornou-se conhecido do grande público quando integrou o seriado de televisão S.W.A.T. em 1975. Faleceu em Thousand Oaks, na Califórnia.